# Mar de Espanha
Mar de Espanha est une municipalité brésilienne de l'État du Minas Gerais et la microrégion de Juiz de Fora.